# Boris Petelin
Boris Petelin, ruski hokejist, * 15. avgust 1924, Magadan, Rusija, † 25. junij 1990, Moskva.
Petelin je v sovjetski ligi igral celotno kariero za klub Dinamo Moskva, na 206-ih prvenstvenih tekmah je dosegel 121 golov. Za sovjetsko reprezentanco je nastopil na osmih prijateljskih tekmah v letih 1954 in 1955, dosegel je pet golov.